# 마크 번스타인 구금

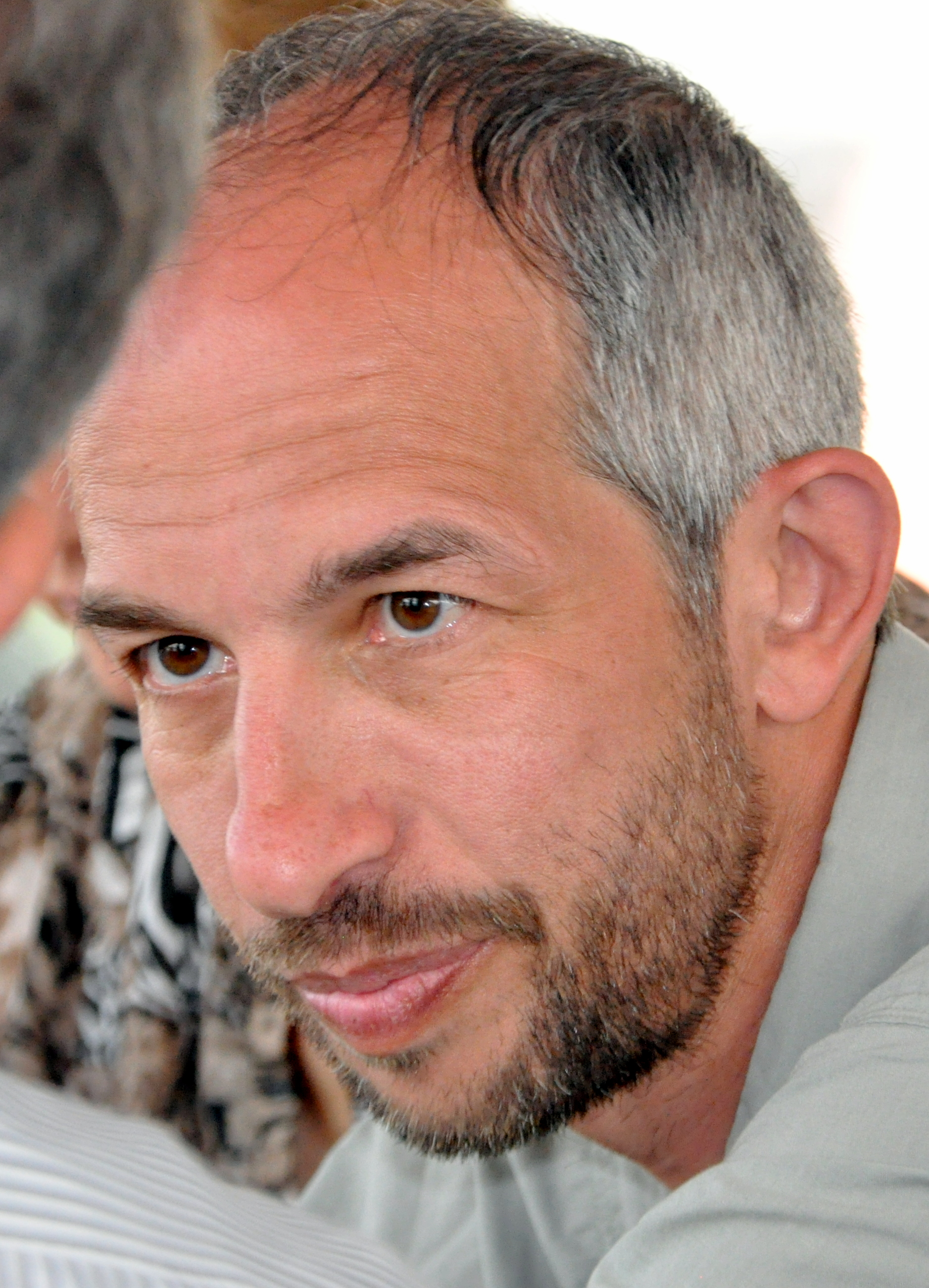
2013년의 마크 번스타인

2022년 3월 11일 벨라루스 민스크에 살던 블로거이자 러시아어 위키백과의 편집자인 마크 번스타인(Mark Bernstein)은 2022년 러시아의 우크라이나 침공에 관하여 위키백과를 편집했다. 그러나 그는 그 편집을 이유로 러시아 가짜 뉴스 법 위반 혐의로 고발당했고, 벨라루스 GUBOPiK 보안군에 구금되었다. 이후 번스타인은 벨라루스 행정법 제24.3조(경찰에 대한 불복종)에 따라 15일의 행정 체포(administrative arrest)를 선고받았다.

## 배경

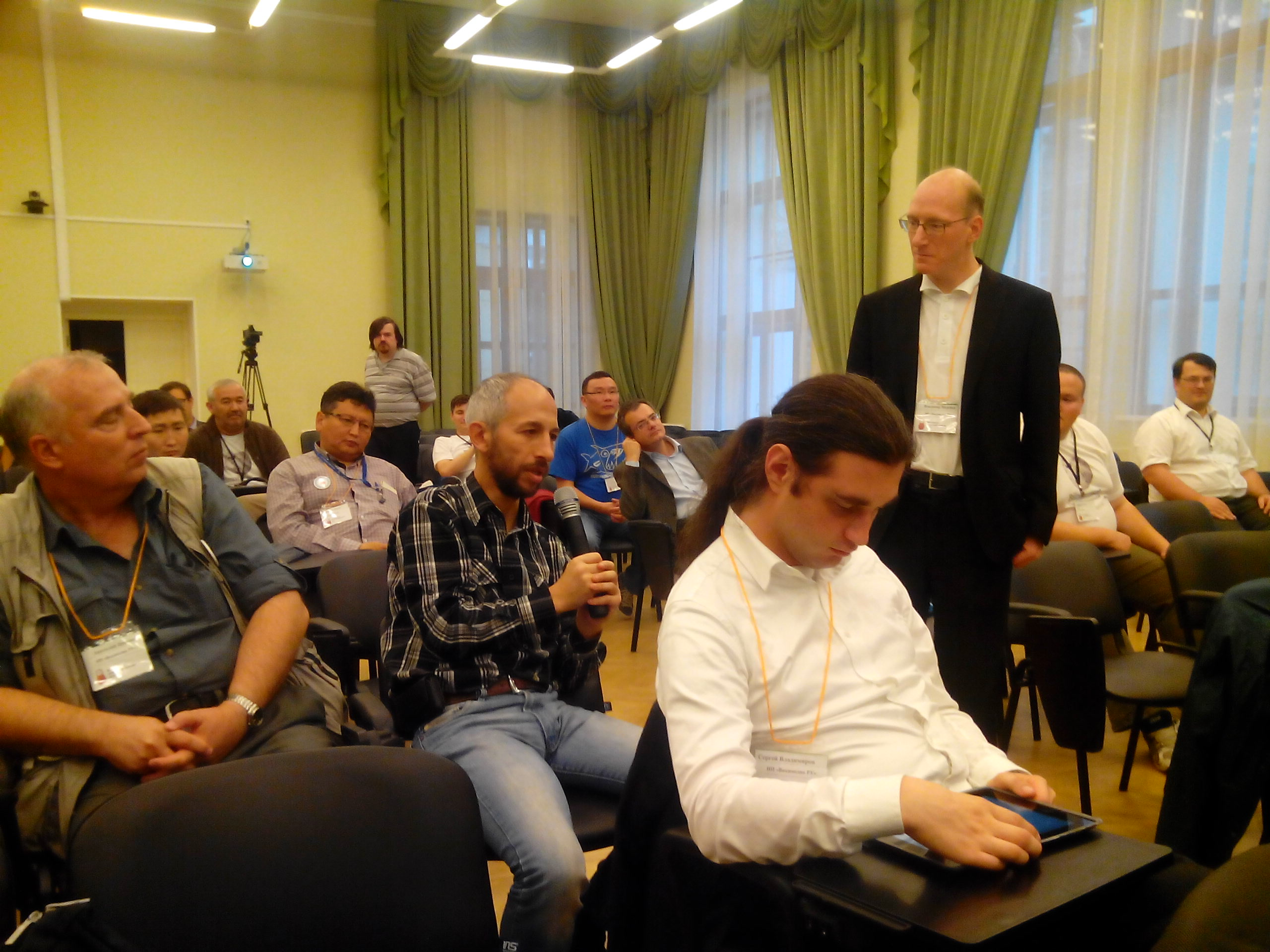
2014년 9월 14일 모스크바에서 열린 위키컨퍼런스에서 마이크를 들고 있는 번스타인.

번스타인은 사용자 이름 Pessimist2006으로 위키백과를 편집하였다. 2009년 말에서 2022년 초까지 번스타인은 200,000건 이상의 편집 이력이 있는 러시아어 위키백과의 가장 활동적인 편집자 50명 중 한 명이었다. 그는 다른 백과사전 출판사로부터 기사를 쓰도록 의뢰받기도 했다. 2009년 번스타인은 위키백과에서 자신의 최고 성취는 소련의 검열에 관한 문서를 작업했던 것이라고 밝혔으며, 이 기사에서 약 250개의 출처를 인용했다. 당시 그는 Taraškievica와 Narkamaŭka의 두 가지 문법 버전으로 존재하는 벨라루스어 위키백과 프로젝트의 개발에 대해 논평하는 전문가로서 독일의 소리와 인터뷰하기도 했다. 번스타인은 새로운 위키백과 편집자들에게 먼저 숙련된 편집자들의 편집 패턴을 배우고, 매우 다르고 종종 아예 반대되는 관점을 가진 편집자들과 함께 작업할 준비를 하라고 조언했다.

## 체포 및 구금
러시아 위키백과의 일부 편집자들이 '러시아의 우크라이나 침공(2022)'이라는 명칭이 위키백과의 중립적 시각에서 정보를 제공해야 한다는 방침에 위배된다고 주장했다. 그러나 번스타인은 "러시아군이 우크라이나 영토를 침공했다. 관점이 아니라 사실일 뿐이다."라고 말했다. 2022년 3월 10일 텔레그램의 러시아 선전 온라인 메시징 포럼인 Mrakoborets는 번스타인에 대한 개인 정보를 게시했고 가짜뉴스 게시에 대한 새로운 러시아 법률을 위반한 혐의로 고발했다. 포럼은 2022년 러시아의 우크라이나 침공에 대한 번스타인의 위키백과 편집이 새 법률을 위반했다고 주장했다.
2022년 3월 11일, 벨라루스의 조직범죄와 부패 방지 본부인 GUBOPiK은 민스크에서 번스타인을 구금했다. 친정부 텔레그램 채널은 번스타인이 구금된 영상을 게시하고 그가 가짜 반-러시아 정보를 유포했다고 비난했다. 2022년 3월 12일 번스타인은 "법적 명령 또는 공무원의 요구 불복종" 혐의로 15일간의 행정 구금(administrative detention)을 선고받았다.(벨라루스 행정법 제24.3조)
2022년 3월 11일, 위키백과와 기타 위키미디어 프로젝트를 운영하는 위키미디어 재단은 번스타인의 구금에 관한 질문에 대해 재단의 "진실, 안전, 인권 팀이 우크라이나에서 진행 중인 위기를 모니터링하고 있으며, 지역의 위키미디어 커뮤니티와 긴밀히 연락하여 그들의 안전을 보장하고 요구에 반응해야 한다." 라고 답했다.
2022년 3월 26일 벨라루스 신문 나샤 니바(Nasha Niva)는 번스타인이 체포된 지 15일 후에도 석방되지 않았다고 보도하면서, "공공 질서를 심각하게 위반하는 행위를 조직하고 준비하거나 이에 적극적으로 가담한" 혐의를 받았다고 주장했다.(벨라루스 형법 제342조 1항) 비아스나 인권센터 등 7개 단체의 2022년 3월 29일자 공동 성명에서는 번슈타인을 정치범으로 보았다.

## 같이 보기
- 위키백과의 검열
- 2022년 러시아의 우크라이나 침공과 위키백과